# Blickwedel
Blickwedel ist ein Ortsteil der Gemeinde Sprakensehl im Landkreis Gifhorn in Niedersachsen.

## Geographie und Verkehrsanbindung
Blickwedel liegt im Osten der Südheide und im Nordwesten des Landkreises Gifhorn. Das Dorf ist von ausgedehnten Waldgebieten umgeben. Rund einen Kilometer nordöstlich von Blickwedel befindet sich der Nurdakamp, eine Siedlung mit rund zehn Nurdachhäusern, die jedoch schon zum Nachbardorf Hagen gehört. Rund zwei Kilometer westlich von Blickwedel beginnt der Landkreis Celle, ohne dass von Blickwedel aus dorthin eine direkte Straßenverbindung besteht.
Rund vier Kilometer östlich von Blickwedel verläuft die Bundesstraße 4, die von Blickwedel über Hagen erreichbar ist. In nordöstlicher Richtung führt die Kreisstraße 96 nach Hagen, im Süden führt eine weitere Straße nach Räderloh. Linienbusse fahren an Schultagen von Blickwedel über Sprakensehl bis nach Bokel und Hankensbüttel.

## Geschichte

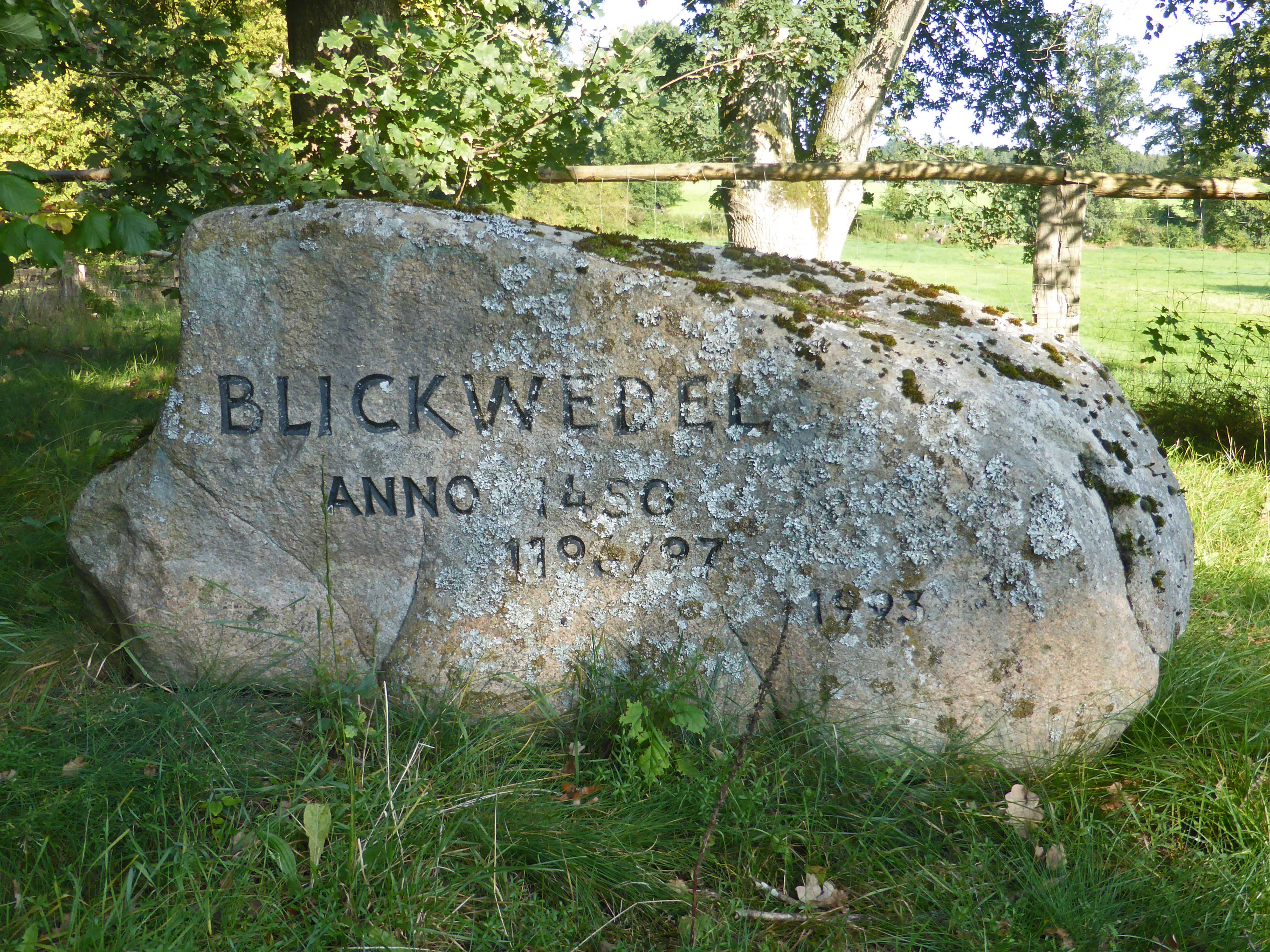
Gedenkstein

1196/97 erfolgte die erste bekannte Erwähnung von Blickwedel als Blicwide. Blickwedel gehörte damals zum Gebiet der Billunger.
Von 1489 an gehörte Blickwedel zur Grafschaft Hankensbüttel, 1799 kam Blickwedel in das Amt Isenhagen. In der Franzosenzeit gehörte Blickwedel zum Departement der Aller des Königreichs Westphalen. 1885 wurde der Kreis Isenhagen gegründet, dem Blickwedel angehörte.
Um 1900 wurde ein Bauernhaus durch Baron von Mannsberg zu einem Gutshaus umgestaltet, das nach einem 1914 erfolgten Verkauf seine heutige Gestalt erhielt. Von 1928 an bildete Blickwedel gemeinsam mit Hagen die Einheitsgemeinde Blickwedel. 1932 wurde der Kreis Isenhagen aufgelöst, seitdem gehört Blickwedel zum Landkreis Gifhorn.
1954 wurde die Einheitsgemeinde Blickwedel wieder aufgelöst. Ab Mitte der 1960er Jahre entstand an der Straße nach Hagen ein Wochenendhausgebiet mit der Straße Im Winkel. Zum 30. Juni 1965 wurde die Samtgemeinde Sprakensehl gebildet, zu der auch Blickwedel gehörte. Am 1. März 1974 wurde die Gemeinde Blickwedel in die Gemeinde Sprakensehl eingemeindet.

### Einwohnerentwicklung
| Jahr      | 1910 | 1925 | 1933 | 1939 | 2000 | 2008 |
| --------- | ---- | ---- | ---- | ---- | ---- | ---- |
| Einwohner | 53   | 79   | 166  | 177  | 62   | 66   |

## Infrastruktur

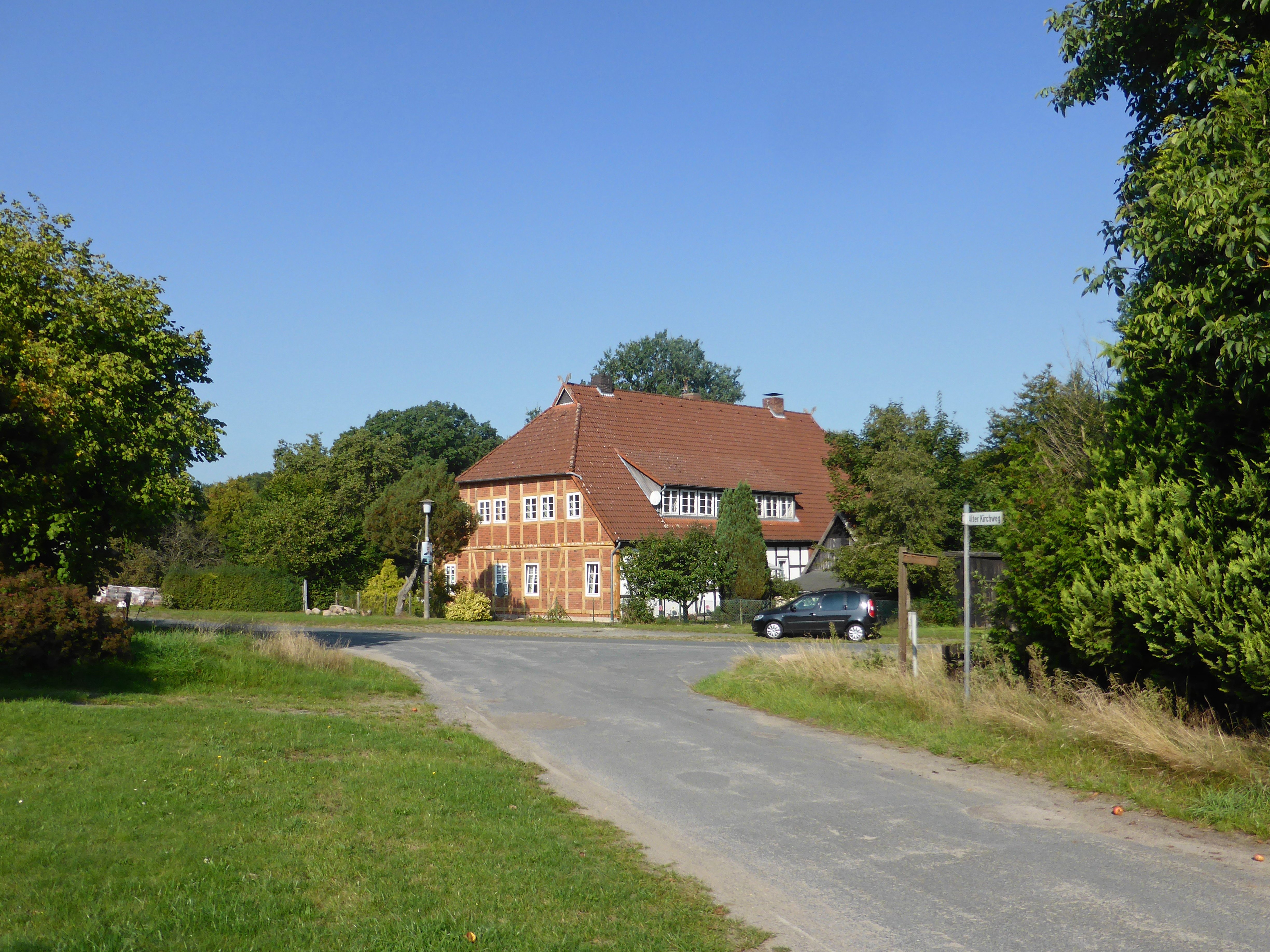
Ortspartie

In Blickwedel steht ein Postbriefkasten zur Verfügung.
Die Poststelle wurde geschlossen. Einkaufsmöglichkeiten des täglichen Bedarfs und Gastronomie sind in Blickwedel nicht vorhanden.
Über ein Gotteshaus verfügt Blickwedel nicht. Evangelisch-lutherische Einwohner gehören zur Christophoruskirche (Sprakensehl). Katholiken gehören zur St.-Marien-Kirche im rund 22 Kilometer entfernten Wittingen, näher gelegen ist jedoch die St.-Paulus-Kirche im rund 16 Kilometer entfernten Unterlüß.